# Чередниченко, Анатолий Павлович
Анатолий Павлович Чередниченко (15 февраля 1929, город Одесса — 13 июля 2003, город Одесса) — украинский советский деятель, политолог, секретарь Одесского областного комитета КПУ по идеологии. Доктор философских наук (1989), профессор (1989), заведующий кафедрой политической социологии и права Одесской национальной академии пищевых технологий, академик Украинской академии политических наук (1993).

## Биография
Родился в семье служащего. Из-за переездов отца по работе с 1933 года проживал с семьей в разных городах Урала и Сибири. В 1947 году окончил Читинскую железнодорожную среднюю школу.
В 1947—1952 годах — студент юридического факультета Одесского государственного университета имени Мечникова, получил квалификацию юриста.
С 1951 года — на ответственной комсомольской работе: заведующий отделом Одесского городского комитета ЛКСМУ, 1-й секретарь Приморского районного комитета ЛКСМУ города Одессы.
Член КПСС с 1952 года.
До 1956 года — 1-й секретарь Одесского городского комитета ЛКСМУ.
С 1956 года — на ответственной партийной работе в городе Одессе. Одновременно находился на преподавательской работе: в 1956—1957 годах — ассистент кафедры марксизма-ленинизма Одесского педагогического института, в 1957—1958 годах — преподаватель кафедры политической экономии Одесского сельскохозяйственного института, в 1958—1962 годах. Одесса.
С 1962 по 1964 год учился в аспирантуре в Академии общественных наук при ЦК КПСС в Москве, там же в 1965 году защитил кандидатскую диссертацию по теме «Некоторые проблемы повышения роли экономических кадров в совершенствовании производства». В апреле 1965 года Чередниченко присвоена ученая степень кандидата экономических наук, а в июле 1968 года решением ВАК утвержден в ученом звании доцента по кафедре политической экономии.
В 1965 — 6 октября 1970 года — заведующий отделом науки и учебных заведений Одесского областного комитета КПУ. Одновременно в 1967—1970 годах — доцент кафедры политической экономии Одесского института народного хозяйства.
6 октября 1970 — 12 июля 1979 — секретарь Одесского областного комитета КПУ по вопросам идеологии.
Делегат XXV съезда КПСС.
В июле 1979—1991 гг. — заведующий кафедрой научного коммунизма Одесского технологического института пищевой промышленности имени Ломоносова.
В 1987 году в Московском государственном университете имени Ломоносова Чередниченко успешно защитил докторскую диссертацию на тему «Политическая культура социалистического общества: теоретический анализ», в апреле 1989 года ему была присвоена ученая степень доктора философских наук, а в декабре 1989 года — ученое звание профессора кафедры научного коммунизма.
В 1991—2003 годах — заведующий кафедрой политической социологии и права Одесского технологического института пищевой промышленности имени Ломоносова (ныне — Одесской национальной академии пищевых технологий).
После избрания в феврале 1993 года академиком Украинской академии политических наук Анатолий Чередниченко создал Южноукраинский филиал Академии политических наук в городе Одессе.
В 1999 г. назначен научным руководителем социологической лаборатории Одесской национальной академии пищевых технологий. Анатолий Чередниченко являлся членом ассоциации политических наук, научно-методических советов республиканской и областной организации общества «Знания», членом специализированного Совета по защите кандидатских диссертаций по политологии Одесского государственного университета имени Мечникова и Одесской государственной юридической академии.
Скончался 13 июля 2003 года в городе Одессе.

## Основные труды
- Чередниченко А. П. Некоторые проблемы повышения роли экономических кадров в совершенствовании производства : (На материалах пром-сти СССР) : автор. дис. … канд. экон. науч. Академия публичных наук при ЦК КПСС. Кафедра экон. науч. М.: Думка, 1964.
- Чередниченко А. П. Экономическая служба и кадры. М.: Экономика, 1965.
- Чередниченко А. П. Экономист — организатор производства. Одесса: Маяк, 1965.
- Чередниченко А. П. Культура активного политического деяния. М.: Думка, 1986.
- Чередниченко А. П. Политическая культура социалистического общества: теоретический анализ: автореф. дис. … д-ра философ. наук: спец. 09.00.02. МГУ им. М. В. Ломоносова. М., 1987.
- Основные направления и методы гуманизации подготовки специалистов зарубежных стран : науч.-метод. пособие. В 2-х ч. [Г. В. Ангелов, Л. Л. Блохина, А. П. Чередниченко и др.]; отв. ред. Ангелов. Одесса: ОТИПП им. М. В. Ломоносова, 1991.
- Политическая социология: учеб. пособие под общ. ред. А. П. Чередниченко, Г. В. Ангелова. Киев; Одесса: УМК ПО, 1991.
- Политическая культура: теория и методика формирования: учеб. пособие под общ. ред. А. П. Чередниченко, Г. В. Ангелова, Л. Л. Блохиной. Киев; Одесса: УМК ПО, 1993.

## Награды
- два ордена Трудового Красного Знамени
- орден «Знак Почета»
- четыре медали